# Parlement de Namibie

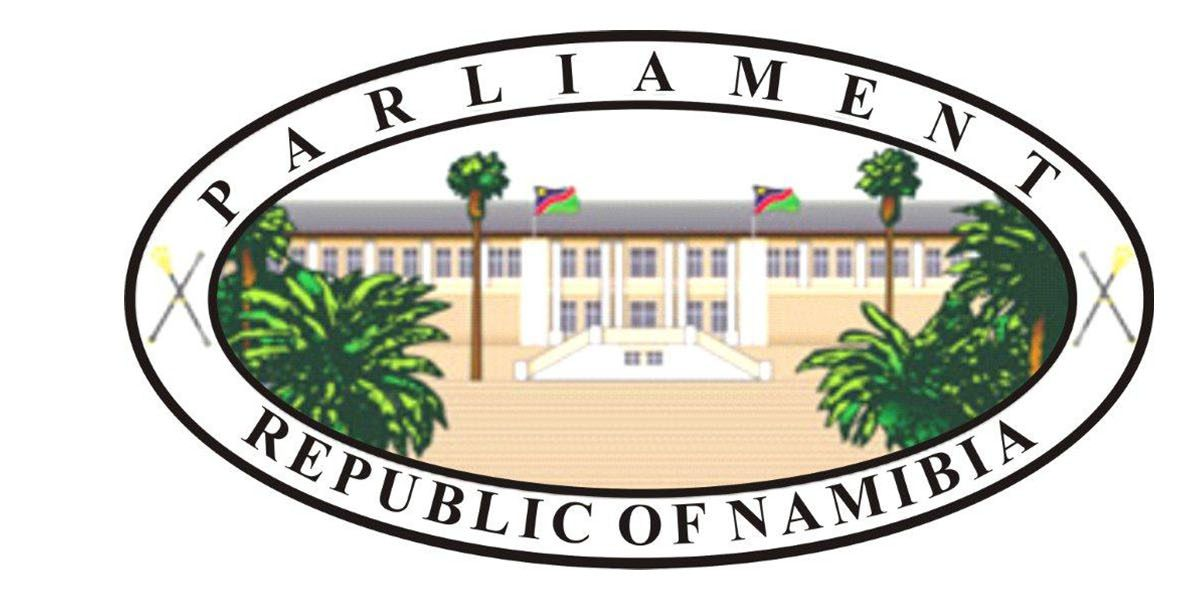
Logo du Parlement namibien.

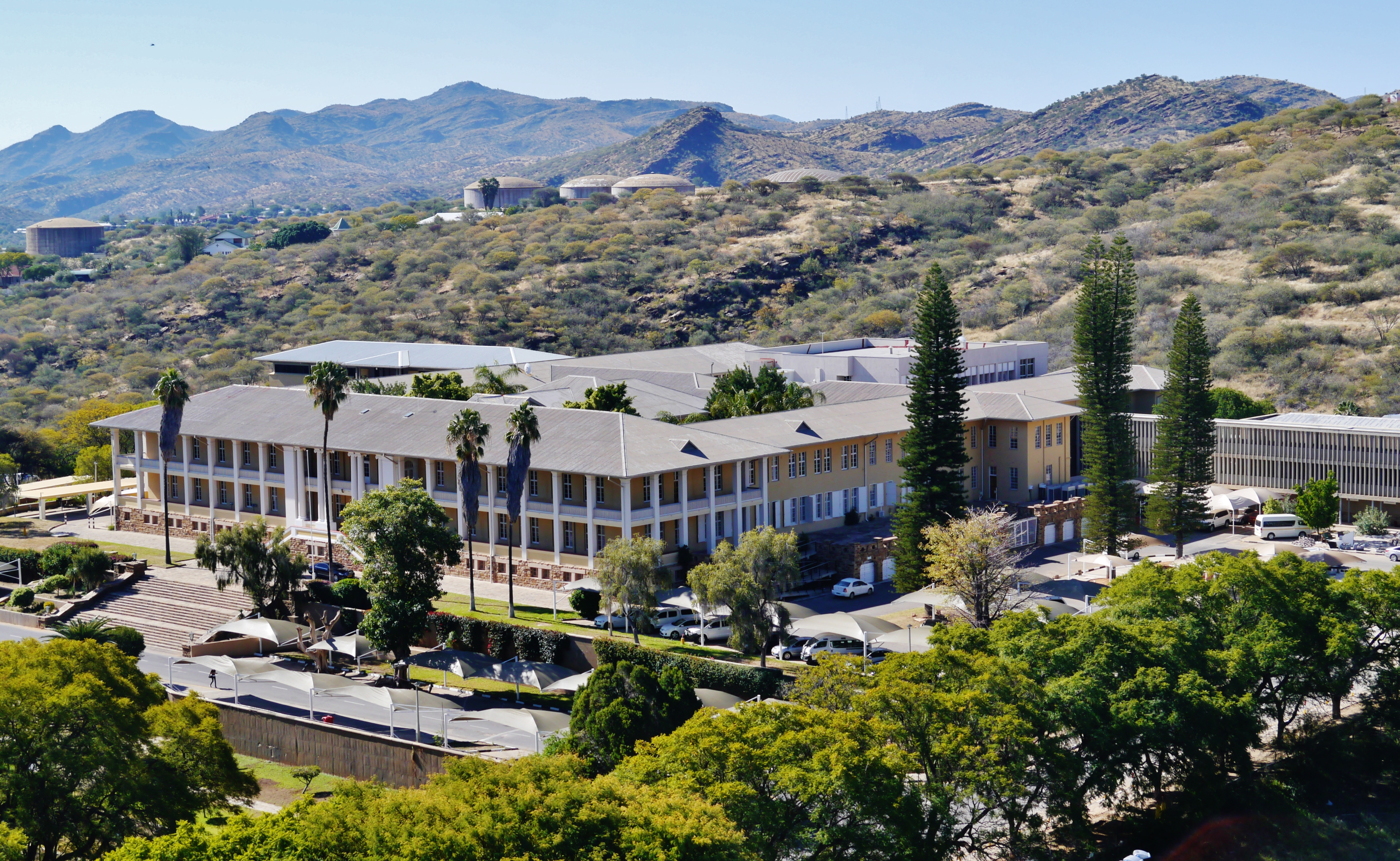
Vue du Tintenpalast, le siège du Parlement de la Namibie.

Le Parlement de Namibie (en anglais : Parliament of Namibia) est l'organe législatif bicaméral de la république de Namibie. Il est composé :
- d'une Assemblée nationale, la chambre basse ;
- d'une Conseil national, la chambre haute.